# Tiemannita
La tiemannita és un mineral que pertany al grup esfalerita, de la classe dels sulfurs. Va ser descoberta el 1855 al massís de Harz, a l'estat de Baixa Saxònia (Alemanya). Rep el seu nom del seu descobridor, el químic alemany C. W. Tiemann.

## Característiques
La tiemannita és un mineral compost de mercuri i seleni, un selenur que pertany al grup de l'esfalerita. La seva fórmula és HgSe, i a més dels elements de la seva fórmula, sol portar com a impureses: cadmi, sofre i plom. Cristal·litza en el sistema cúbic. La seva duresa a l'escala de Mohs és de 2,5.

## Formació i jaciments
Apareix en vetes hidrotermals, normalment amb altres selenurs i calcita. Se sol trobar associada a altres minerals com: clausthalita, eucairita, naumannita, klockmannita, umangita, metacinabri, galena, esfalerita, barita, òxids de manganès i calcita.